# Sycoscapter forsteni
Sycoscapter forsteni is een vliesvleugelig insect uit de familie Pteromalidae. De wetenschappelijke naam is voor het eerst geldig gepubliceerd in 1957 door Joseph.